# Горяйново (Рязанская область)
Горяйново — село в Рыбновском районе Рязанской области России, входит в состав Баграмовского сельского поселения.

## География
Село расположено на берегу реки Вожа в 4 км на юг от центра поселения деревни Баграмово, в 5 км на юго-запад от райцентра города Рыбное.

## История
Время первоначального построения церкви в селе Горяйнове неизвестно, в 1747 году была построена каменная церковь в честь Введения во храм Пресвятой Богородицы по храмозданной грамоте, данной в 1744 году бригадиру Федоту Никитичу Елагину.
В XIX — начале XX века село входило в состав Рыбновской волости Рязанского уезда Рязанской губернии. В 1905 году в селе было 57 дворов.
С 1929 года село являлось центром Горяйновского сельсовета Рыбновского района Рязанского округа Московской области, с 1937 года — в составе  Рязанской области, с 1968 года — в составе Баграмовского сельсовета, с 2005 года — в составе Баграмовского сельского поселения.

## Население
| 1859 | 1906 | 2010 |
| ---- | ---- | ---- |
| 341  | ↘268 | ↘97  |